# ويليام هودجكينسون
ويليام هودجكينسون (بالإنجليزية: William Hodgkinson)‏ هو مستكشف وصحفي وسياسي بريطاني وأسترالي (وحمل سابقاً جنسية المملكة المتحدة لبريطانيا العظمى وأيرلندا)، ولد في 21 مارس 1835 في المملكة المتحدة، وتوفي في 3 يوليو 1900 في أستراليا. انتخب عضو المجلس التشريعي ولاية كوينزلاند.